# Spinlaunch
SpinLaunch es una empresa de desarrollo de tecnología de vuelos espaciales que trabaja en tecnología de aceleradores de masa para mover cargas útiles al espacio.  A partir de enero de 2020, la empresa ha recaudado 80 millones de dólares estadounidenses en financiación, con inversores como Kleiner Perkins, Google Ventures, Airbus Ventures, Catapult Ventures, Lauder Partners, John Doerr y Byers Family.

## Historia
Spin Launch fue fundada en 2014 por Jonathan Yaney en Sunnyvale, California.  La sede actual de la empresa se encuentra en Long Beach, California.[5]  En 2020, SpinLaunch continuó con el desarrollo de su sede corporativa de 140 000 pies cuadrados (13 000 m²) en Long Beach y de su instalación de pruebas de vuelo en Spaceport America en Nuevo México, que arrendó en 2019.
A finales de 2021, Everything Space, una plataforma de contratación especializada en la industria aereoespacial, nombró a SpinLaunch como uno de los "Mejores empleadores del mundo en la industria espacial".

## Tecnología
SpinLaunch está desarrollando un sistema de lanzamiento espacial de energía cinética que reduce la dependencia de los cohetes químicos tradicionales, con el objetivo de reducir significativamente el costo de acceso al espacio y aumentar la frecuencia de lanzamiento. La tecnología utiliza una centrífuga sellada al vacío para hacer girar un cohete y luego lanzarlo al espacio a una velocidad de hasta 5000 millas por hora (8000 km/h). Luego, el cohete enciende sus motores a una altitud de aproximadamente 200 000 pies (61 000 m) para alcanzar una velocidad orbital de 17 500 millas por hora (28 200 km/h). La aceleración máxima sería de aproximadamente 10 000 g. Si tiene éxito, se prevé que el concepto de aceleración reduzca el costo de los lanzamientos y use mucha menos energía, con el precio de un solo lanzamiento espacial reducido en un factor de 20 a menos de US$500,000.

## Pruebas de vuelo
En Puerto Espacial América (Spaceport America) en Nuevo México el 22 de octubre de 2021, SpinLaunch realizó la primera prueba vertical de su acelerador al 20 % de su capacidad de potencia total, lanzando un proyectil pasivo de 10 pies (3,0 m) de largo a una altitud de "decenas de miles de pies". Este acelerador de prueba tiene 108 pies (33 m) de diámetro, lo que lo convierte en una escala de un tercio del sistema operativo que se está diseñando.